# Tatsuya Endo
Tatsuya Endo (遠藤 達哉, Endō Tatsuya, Ibaraki, 23 de julho de 1980) 
é um mangaká japonês. Endo criou Tista e Gekka Bijin. Seu trabalho mais recente é SPYxFAMILY, que é publicado na Jump+ e ostenta mais de dez milhões de cópias físicas e digitais em circulação em seus primeiros sete volumes. 